# Den Honaard
De verdwenen buitenplaats Den Honaard (ook: Hoonaard en Honaart) lag in het voormalige Stompwijk (niet te verwarren met het dorp Stompwijk) schuin tegenover buitenplaats Hofwijck. Het landgoed werd in 1648 gesticht. In de bestaansgeschiedenis van het landgoed heeft het een aantal beroemde bewoners gehad: Lodewijk Ernst van Brunswijk-Lüneburg-Bevern mocht zich vanaf 1760 eigenaar noemen en prinses Marianne van Oranje-Nassau kocht het landgoed in maart 1848 om daar haar buitenechtelijke kind Johannes Willem van Reinhartshausen op te laten groeien. Haar aanwezigheid was van korte duur want ze verkocht het goed al in juni 1852. Den Honaard is tijdens de Slag om Den Haag in mei 1940 als versterkte Duitse positie gebruikt en werd tijdelijk door een Nederlandse detachement politietroepen heroverd.
De buitenplaats is in de 20e eeuw gesloopt. De boerderij die bij het buiten hoorde staat er nog.

## Bewoners
- Lodewijk Ernst van Brunswijk-Lüneburg-Bevern (1760-1788)
- Abraham van Neck (1788-1789)
- Jan Jacob van Heerzele (tot 1813)
- Prinses Marianne van Oranje-Nassau (1848-1852)
- Jonkheer (onbekend) van Starkenborgh Stachouwer tot Wehe